# Поема про крила
«Поема про крила» (рос. «Поэма о крыльях») — радянський художній фільм 1979 року режисера Данила Храбровицького про життя і творчість авіаконструкторів А. М. Туполєва і І. І. Сікорського.

## Сюжет
Два великих авіаконструктори, Туполєв і Сікорський, зустрічаються після багатьох років розлуки на Паризькому авіасалоні. Колись давно один з них залишився в новій Росії, інший назавжди покинув її. Різні долі, різний шлях до однієї мети, підкорення неба…

## У ролях
- Владислав Стржельчик —   А. М. Туполєв
- Юрій Яковлєв —   І. І. Сікорський
- Микола Анненков —   М. Є. Жуковський
- Ада Роговцева —  Юлія Миколаївна Туполєва
- Олег Єфремов —   С. В. Рахманінов
- Анатолій Азо —   О. О. Архангельський
- Юрій Каюров —   В. І. Ленін
- Ігор Лєдогоров —  Шевельов, соратник Туполєва
- Петро Вельямінов —  Дмитро Степанович Орлов, державний діяч
- Ернст Романов —   М. П. Горбунов
- Ігор Васильєв —  Вадим Олексійович Кирилов, з команди Сікорського
- Іван Лапиков —  осавул, емігрант в США
- Георгій Єпіфанцев —  Попов, льотчик в Парижі
- Владислав Долгоруков —   В. П. Ветчинкин
- Едішер Магалашвілі —   С. Орджонікідзе
- Валерій Бабятинський — імператор Микола II/ людина з лабораторії з аеродинамічною трубою
- Алла Балтер — епізод
- Борис Борисов —  Князєв
- Олександр Галибін —  Костя
- Ігор Дмитрієв —  великий князь
- Едуард Ізотов —  підданий царя
- Юрій Каморний —   М. М. Громов
- Роман Філіппов —  купець-сибіряк
- Альбіна Матвєєва —  медсестра
- Олександра Данилова — прибиральниця

## Знімальна група
- Режисер — Данило Храбровицький
- Сценарист — Данило Храбровицький
- Оператор — Наум Ардашников
- Композитор — Роман Леденьов
- Художник — Давид Виницький